# Conor O'Shea
Pour les articles homonymes, voir O'Shea.

a Compétitions nationales et continentales officielles uniquement.

b Matchs officiels uniquement.
Dernière mise à jour le 30 juillet 2013.
Conor Michael Patrick O'Shea, né le 21 octobre 1970 à Limerick est un joueur et entraîneur irlandais de rugby à XV, sélectionneur de l'équipe d'Italie de 2016 à 2019. 
Il a joué avec l'équipe d'Irlande de 1993 à 2000 avec laquelle il a principalement occupé le poste d'arrière et occasionnellement celui de centre.

## Biographie
Il a eu sa première cape internationale le 13 novembre 1993, à l’occasion d’un match contre l'équipe de Roumanie. Il a effectué son dernier match international le 5 février 2000 contre l'Angleterre, dans le cadre du Tournoi des Six Nations.
O'Shea a disputé les coupes du monde 1995 (3 matchs disputés) et 1999 (4 matchs disputés).
En 2001, il est contraint de mettre un terme à sa carrière à l'âge de 30 ans à la suite de blessures à la cheville. Reconverti en tant qu'entraîneur, il dirige les London Irish, puis les Harlequins. En janvier 2016, il est désigné sélectionneur de l'Italie. Peu avant, le club des Harlequins annonce qu'il ne sera plus l'entraîneur de l'équipe. Conor O'Shea, international irlandais, est le sélectionneur qui offre sa première sélection en équipe d'Italie à Ian McKinley, joueur d'origine irlandaise et grand espoir du rugby irlandais avant ses problèmes de visions, qui l’amènent finalement à jouer en Italie. À l'issue de la Coupe du monde 2019, il quitte son poste de sélectionneur italien.
En 2020, il devient directeur de la performance de la Fédération anglaise de rugby à XV, responsable du leadership, du management et de la direction stratégique du rugby professionnel en Angleterre.

## Entraîneur

### Bilan en club
| Saison      | Club         | Division    | Poste              | Classement                     | Coupe d'Europe             | Challenge Européen            |
| ----------- | ------------ | ----------- | ------------------ | ------------------------------ | -------------------------- | ----------------------------- |
| 2001 - 2002 | London Irish | Premiership | Directeur du rugby | 4e, éliminé en quart-de-finale | -                          | Éliminé en demi-finale        |
| 2002 - 2003 | London Irish | Premiership | Directeur du rugby | 9e                             | Éliminé en poule           | -                             |
| 2003 - 2004 | London Irish | Premiership | Directeur du rugby | 8e                             | -                          | Éliminé en huitième-de-finale |
| 2004 - 2005 | London Irish | Premiership | Directeur du rugby | 10e                            | -                          | Éliminé en huitième-de-finale |
| 2010 - 2011 | Harlequins   | Premiership | Directeur du rugby | 7e                             | -                          | Vainqueur                     |
| 2011 - 2012 | Harlequins   | Premiership | Directeur du rugby | Champion d'Angleterre          | Éliminé en poule           | Éliminé en quart-de-finale    |
| 2012 - 2013 | Harlequins   | Premiership | Directeur du rugby | 3e, éliminé en demi-finale     | Éliminé en quart-de-finale | -                             |
| 2013 - 2014 | Harlequins   | Premiership | Directeur du rugby | 4e, éliminé en demi-finale     | Éliminé en poule           | Éliminé en demi-finale        |
| 2014 - 2015 | Harlequins   | Premiership | Directeur du rugby | 8e                             | Éliminé en poule           | -                             |
| 2015 - 2016 | Harlequins   | Premiership | Directeur du rugby | 7e                             | -                          | Défaite en finale             |

### Bilan avec l'Italie
| Année | Sélection | Tournoi     | Poste         | Classement World Rugby à la fin de l'année | Tournoi             | Coupe du monde   |
| ----- | --------- | ----------- | ------------- | ------------------------------------------ | ------------------- | ---------------- |
| 2016  | Italie    | Six Nations | Sélectionneur | 13e                                        | Pas encore en poste | -                |
| 2017  | Italie    | Six Nations | Sélectionneur | 14e                                        | 6e                  | -                |
| 2018  | Italie    | Six Nations | Sélectionneur | 15e                                        | 6e                  | -                |
| 2019  | Italie    | Six Nations | Sélectionneur | 12e                                        | 6e                  | 3e de la poule B |

## Palmarès

### Joueur
Conor O'Shea compte 35 sélections avec l'Irlande, dont 34 en tant que titulaire, entre le 13 novembre 1993 à Lansdowne Road contre la Roumanie et le 5 février 2000 à Twickenham contre l'Angleterre. Il inscrit 44 points, se décomposant en six essais, trois pénalités, une transformation et un drop.
Parmi celles-ci, sept sont disputées dans le cadre de la coupe du monde, avec quatre victoires et trois défaites en deux participations. Il joue trois matchs en 1995, face au Japon, le pays de Galles et la France. En 1999, il joue quatre matchs contre les États-Unis, l'Australie, la Roumanie et l'Argentine. Son total de points est de dix, avec deux essais inscrits contre la Roumanie  en 1999.
Conor O'Shea participe à six éditions du tournoi des Cinq Nations, en 1994, 1995, 1997, 1998, 1999 et 2000, édition où le tournoi devient le Tournoi des Six Nations. Il dispute quinze rencontres, dont quatorze en tant titulaire.

### Entraîneur
- Champion d'Angleterre : 2012
- Coupe anglo-galloise : 2002, 2013